# Medinetz Rhein-Neckar
Das Medinetz Rhein-Neckar e. V. (Eigenschreibweise MediNetz Rhein-Neckar) ist eine Menschenrechtsinitiative in der Metropolregion Rhein-Neckar. Anders als andere Medinetze beschränkt sich der Verein nicht nur auf die beiden Städte Mannheim und Heidelberg, sondern versorgt die gesamte Region auch über das eigene Bundesland hinaus nach Ludwigshafen hinein. Die Organisation vermittelt anonym und kostenlos medizinische Hilfe für Flüchtlinge und Migranten ohne Aufenthaltsstatus. Das Medinetz ist eines von rund 20 Medinetzen und -büros in Deutschland.

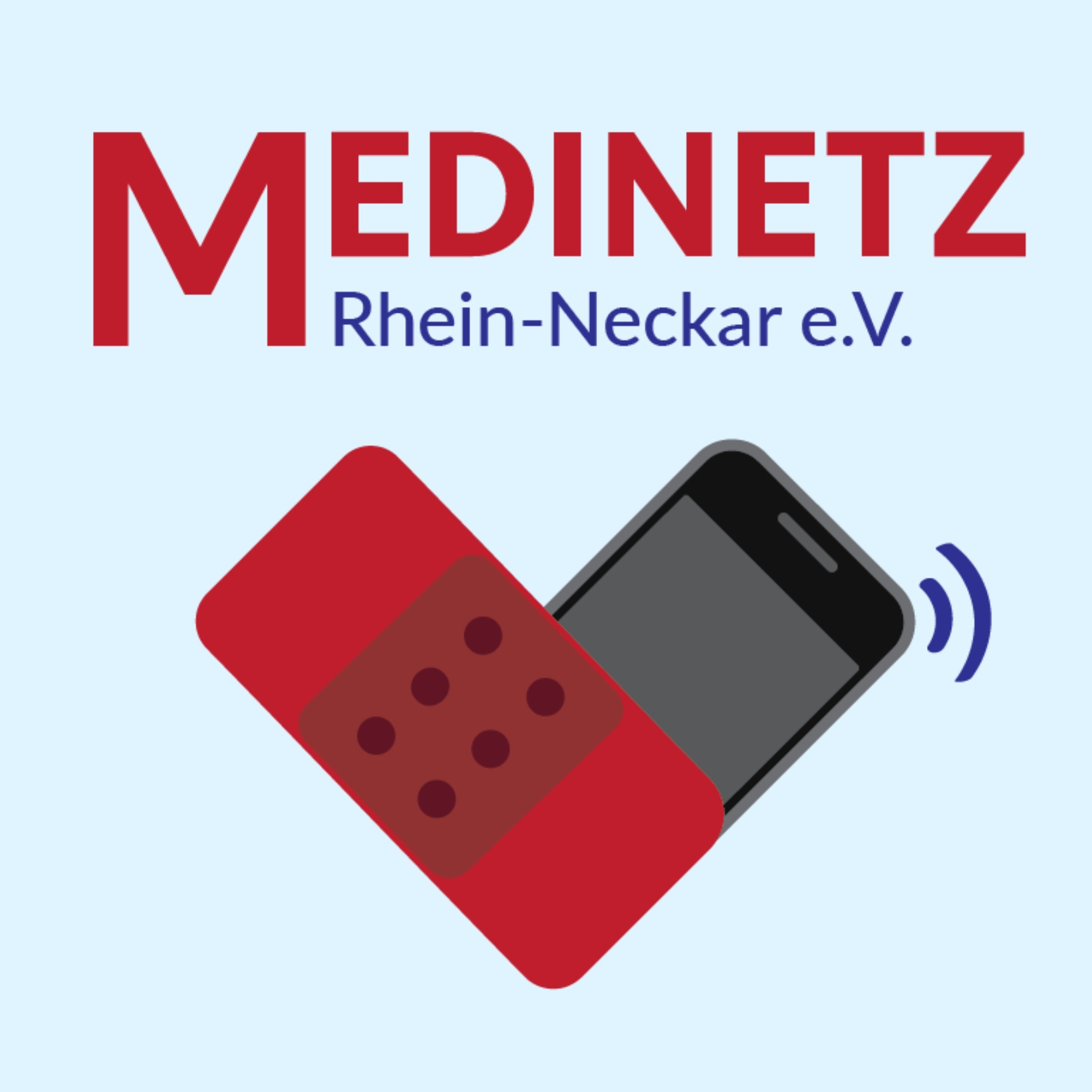
Aktuelles Logo des Medinetz Rhein-Neckar

## Organisation
Das Medinetz Rhein-Neckar wurde 2007 von Studenten der Medizinischen Fakultät der Universität Heidelberg gegründet, um Menschen ohne Versicherung Hilfe und Beratung zukommen zu lassen.
Patienten ohne Papiere werden von Medinetz-Mitgliedern an Ärzte, Krankenhäuser oder Hebammen vermittelt, die bereit sind, sie gegebenenfalls kostenlos zu behandeln. Bei kostenintensiveren Behandlungen wie Geburten oder Operationen versucht das Netzwerk wo möglich Kosten zu übernehmen, um den meist mittellosen Patienten eine Behandlung zu ermöglichen. Die Unterstützung erfolgt anonym und unabhängig vom Aufenthaltsstatus oder der Krankenversicherung der Betroffenen.
Das Medinetz finanziert sich vor allem über Spenden, die von Mitgliedern selbst gesammelt werden. Darüber hinaus bewirbt sich der Verein um Fördergelder, die ebenfalls der Patientenhilfe zugutekommen. Da alle Helfer des Vereins ehrenamtlich tätig sind, kann der Verein annähernd 100 % der Spenden der direkten Patientenhilfe widmen. 2024 konnte eigenen Angaben nach mehr als 70 Patienten geholfen werden.
Der gemeinnützige Verein hat sich von einer reinen studentischen Organisation aus Heidelberg zu einer regional vertretenen Organisation entwickelt, sodass Mitglieder aus mehreren Städten der Region kommen. Aktuell engagieren sich rund 25 Mitglieder im Verein. Gleichzeitig wird mit mehr als 50 niedergelassenen Ärzten und einer Klinik kooperiert. Der Kontakt der Patienten zu MediNetz Rhein-Neckar erfolgt entweder über kooperierende Organisationen oder direkt durch die Patienten über das Bereitschaftstelefon oder die E-Mail-Adresse des Vereins. Der Verein schützt die Patienten vor Abschiebung, indem keine Behörden in den Behandlungsprozess eingebunden werden. Darüber hinaus werden, falls erforderlich, die Behandelnden auf die geltende Schweigepflicht hingewiesen, sodass Patienten keine Angst vor dem Bekanntwerden ihres Aufenthaltsortes haben müssen.

## Auszeichnungen
Im Jahr 2022 wurde das Medinetz Rhein-Neckar von der Gesellschaft der Freunde Universität Heidelberg mit dem Preis der Freunde ausgezeichnet. Der Preis ist mit 2500 € dotiert.
2023 förderte die Bürgerstiftung Mannheim den Verein mit 5000 €. Im darauffolgenden Jahr wurde das Medinetz Rhein-Neckar erneut von der Bürgerstiftung Mannheim ausgezeichnet und wird 2024 mit 2000 € gefördert.
2025 gewann das Medinetz Rhein-Neckar, stellvertretend für alle Medinetze den Amboss Award in der Kategorie Transforming Patient Care.